# Фенофібрат
Фенофібрат (продається під торговою маркою Tricor та інш.) є пероральним препаратом класу фібратів, який використовується для лікування аномальних рівнів ліпідів у крові. Порівняно зі статинами його використовують рідше, оскільки він лікує інший тип аномалії холестерину, ніж статини. У той час як для статинів існують переконливі докази щодо зниження ризику серцево-судинних захворювань і смертності, для фенофібрату такі докази стосуються лише окремих груп людей з підвищеним рівнем тригліцеридів і зниженим рівнем холестерину ліпопротеїнів високої щільності (ЛПВЩ). Фенофібрат рекомендується вживати одночасно зі зміною дієти.
Поширені побічні ефекти включають проблеми з печінкою, проблеми з диханням, біль у животі, проблеми з м'язами та нудоту. Серйозні побічні ефекти можуть включати токсичний епідермальний некроліз, рабдоміоліз, жовчні камені та панкреатит. Не рекомендується застосування під час вагітності та годування груддю.
Фенофібрат був запатентований у 1969 році, а в медичну практику увійшов у 1975 році. На ринку також присутні його дженерики. У 2022 році він посів 88-ме місце серед ліків, які найчастіше призначають у Сполучених Штатах, понад 7 мільйонів рецептів.

## Медичне використання
Фенофібрат в основному використовується при первинній гіперхолестеринемії або змішаній дисліпідемії. Фенофібрат може уповільнити прогресування діабетичної ретинопатії та потребу в інвазивному лікуванні, такому як лазерна терапія, у пацієнтів з діабетом 2-го типу з наявною ретинопатією. Спочатку він був показаний для лікування діабетичної ретинопатії у пацієнтів з діабетом 2-го типу та діабетичною ретинопатією в Австралії. Широкомасштабні міжнародні дослідження FIELD і ACCORD-Eye показали, що терапія фенофібратом зменшила потребу у лазерному лікуванні діабетичної ретинопатії на 1,5 % протягом 5 років, а також зменшила прогресування ураження на 3,7 % протягом 4 років.
Фенофібрат, вірогідно, знижує ризик ампутації нижче гомілки у пацієнтів з діабетом 2-го типу без ураження мікросудин. Дослідження FIELD показало, що фенофібрат у дозі 200 мг на добу знижує ризик будь-якої ампутації на 37 % незалежно від глікемічного контролю, наявності або відсутності дисліпідемії.  Однак, когорта учасників, які пройшли ампутацію, більш ймовірно, мали попередні серцево-судинні захворювання (наприклад, стенокардія, інфаркт міокарда), у них довше тривав діабет і вони від початку мали невропатию.
Фенофібрат використовується як додаткова терапія при високому рівні сечової кислоти в крові у людей з подагрою. Однак цей стан не входить до переліку зареєстрованих показань і вважається використанням «офф-лейбл» («не за призначенням»).
Фенофібрат використовується як доповнення до дієти для зниження підвищеного рівня холестерину ліпопротеїдів низької щільності (ЛПНЩ), загального холестерину, тригліцеридів (ТГ) і аполіпопротеїну B (apo B), а також для підвищення рівня холестерину ліпопротеїдів високої щільності (ЛПВЩ) у дорослих із первинною гіперхолестеринемією або змішаною дисліпідемією.

### Тяжка гіпертригліцеридемія типу IV або V
Фенобібрат використовують для лікування дорослих з тяжкою гіпертригліцеридемією. Поліпшення контролю глікемії у діабетиків із хіломікронемією натще зазвичай зменшує потребу у фармакологічному втручанні.
Статини залишаються першою лінією лікування холестерину в крові. Рекомендації AHA від 2013 року не знайшли доказів користі від регулярного використання додаткових ліків.
Крім того, у 2016 році FDA зробило заяву про «відкликання схвалення показань, пов'язаних із сумісним застосуванням зі статинами в таблетках із пролонгованим вивільненням ніацину та капсулах з уповільненим вивільненням фенофібринової кислоти», зазначивши, що «агентство дійшло висновку, що сукупність наукових доказів більше не підтверджує висновок про те, що зниження рівня тригліцеридів та/або підвищення рівня ЛПВЩ у пацієнтів, які приймають статини, призводить до зниження ризику серцево-судинних подій. Згідно з цим висновком, FDA визначило, що переваги таблеток з подовженим вивільненням ніацину і капсул з уповільненим вивільненням фенофібринової кислоти для спільного прийому зі статинами більше не переважають ризики, і схвалення для цього показання слід відкликати».

## Протипоказання
Фенофібрат протипоказаний при:
- важкій втраті функції нирок, включаючи діаліз
- активному захворюванні печінки, включаючи первинний біліарний цироз і неясні порушення печінкової функції, що тривають
- наявній хворобі жовчного міхура
- грудному вигодовуванні
- гіпотиреоїдизмі
- відомій гіперчутливості до фенофібрату або фенофібричної кислоти

## Несприятливі ефекти
Найбільш поширеними несприятливими явищами (>3 % пацієнтів при одночасному прийомі статинів) є
- головний біль
- біль у спині
- назофарингіт
- нудота
- міалгія
- біль у суглобах
- діарея
- інфекції верхніх дихальних шляхів
- камені у нирках

### Попередження
Якщо фенофібрат і статин призначають як комбіновану терапію, рекомендується застосовувати фенофібрат вранці, а статин — увечері, щоб пікові дози не збігалися.
- існує підвищений ризик міопатії та рабдоміолізу при одночасному застосуванні зі статинами, особливо у людей похилого віку та пацієнтів з діабетом, нирковою недостатністю, гіпотиреозом[20]

- може підвищуватися сироваткові трансамінази; необхідний періодичний контроль печінкових проб[20]

- може підвищуватись рівень креатиніну в сироватці крові; у пацієнтів з хронічною хворобою нирок слід періодично контролювати функцію нирок[20]

- може збільшуватися виділення холестерину в жовч, що призводить до ризику жовчнокам'яної хвороби[20]

- необхідна обережність при одночасному лікуванні пероральними антикоагулянтами кумадину (наприклад, варфарином). Необхідна регуляція дози кумадіну, щоб підтримувати протромбіновий час/МНВ на бажаному рівні, щоб запобігти кровотечі.[20]

## Передозування
Спеціального лікування передозування не існує. Показано загальне підтримуюче лікування, включаючи моніторинг життєво важливих ознак і спостереження за клінічним станом. Гемодіаліз не слід розглядати як варіант лікування передозування, оскільки фенофібрат сильно зв'язується з білками плазми.

## Взаємодії
- Секвестранти жовчних кислот (наприклад, холестирамін, колестипол тощо): якщо їх приймати разом, смоли жовчних кислот можуть зв'язуватися з фенофібратом, що призводить до зниження абсорбції фенофібрату. Щоб максимізувати всмоктування, пацієнтам необхідно відокремити введення щонайменше за 1 годину до або через 4-6 годин після прийому секвестранту жовчних кислот.[20]
- Імунодепресанти (наприклад, циклоспорин або такролімус): при одночасному застосуванні імунодепресантів і фенофібрату існує підвищений ризик порушення функції нирок.
- Антагоністи вітаміну К (наприклад, варфарин): як зазначалося раніше, фенофібрат взаємодіє з кумадиновими антикоагулянтами, збільшуючи ризик кровотечі. Може знадобитися коригування дози антагоніста вітаміну К.[20]
- Статини: комбінація статинів і фенофібрату може збільшити ризик рабдоміолізу або міопатії.

## Механізм дії
В основі дії лежить посилений катаболізм багатих на тригліцериди частинок і знижена секреція ЛПДНЩ. Вплив на метаболізм ЛПВЩ пов'язаний зі змінами в експресії аполіпопротеїну ЛПВЩ.
Фенофібрат є похідним фібрату, проліками, що містить фенофібринову кислоту, пов'язану з ізопропіловим ефіром. Він знижує рівень ліпідів шляхом активації рецептора альфа, що активується проліфератором пероксисом (PPARα). PPARα активує ліпопротеїнліпазу та знижує апопротеїн CIII, що посилює ліполіз і виведення частинок, багатих на тригліцериди, із плазми.
PPARα також підвищує рівень апопротеїнів AI та AII, знижує рівень апопротеїну B, що містить ЛПДНЩ та ЛПНЩ, і підвищує рівень апопротеїну AI та AII, що містить ЛПВЩ.

## Рецептури
Фенофібрат доступний у кількох формах і продається під кількома торговими марками, зокрема:
- Tricor від AbbVie
- Ліпофен від Kowa Pharmaceuticals America Inc
- Лофібра від Teva
- Ліпантил, Ліпідил, Ліпантил мікро та Супраліп від Abbott Laboratories
- Фенокор-67 від Ordain Health Care
- Феногал від SMB Laboratories
- Антара від Oscient Pharmaceuticals
- Тричек від Zydus (Канада)
- Аторва ТГ від Zydus Medica
- Голіп від GolgiUSA
- Станліп від Sun Pharma (Індія)

Рецептури можуть відрізнятися за фармакокінетичними властивостями, зокрема біодоступністю; деякі слід приймати під час їди, тоді як інші можна приймати незалежно від їди.
Холінова сіль фенофібрату доступна в Сполучених Штатах, продається як Trilipix, і її можна приймати незалежно від їди.

## Присутність у навколишньому середовищі
Фенофібринова кислота була однією з 12 сполук, ідентифікованих у зразках мулу, взятих з 12 очисних споруд у Каліфорнії, які були пов'язані з естрогенною активністю in vitro.

## Історія
Фенофібрат був вперше синтезований у 1974 році як похідне клофібрату та спочатку продавався у Франції. Спочатку він був відомий як процетофен, а пізніше був перейменований у фенофібрат, щоб відповідати рекомендаціям Всесвітньої організації охорони здоров'я щодо міжнародної непатентованої назви.
Фенофібрат був розроблений компанією Groupe Fournier SA з Франції.
У Сполучених Штатах формулу Tricor було змінено в 2005 році. Це переформулювання було суперечливим, розглядалося як спроба придушити конкуренцію з боку дженериків і стало предметом антимонопольного судового розгляду компанії Teva.